# Friedrich Schencking
Friedrich Schencking (* im 15. Jahrhundert in Münster; † 1518 in Münster) war Domherr in Münster.

## Leben

### Werdegang und Wirken
Friedrich Schencking entstammte dem münsterischen Erbmännergeschlecht Schenckinck. Die Schenckings und die anderen Patrizierfamilien Münsters stellten jahrhundertelang die Mitglieder des Stadtrats, Bürgermeister und Stadtrichter. Er war der Sohn des Johann Schencking zu Bevern und dessen Gemahlin Irmgard von Senden. Sein Bruder Heinrich war Domküster in Münster. Am 11. März 1518 wurde Friedrich Domherr in Münster und Osnabrück. Am 22. April 1518 wurde er zum Testamentsvollstrecker seines Bruders Heinrich bestellt. Nach Friedrichs Tod kam der Domherr Johann Morrien in den Besitz der Präbende.

### Erbmännerstreit
Das Domkapitel hatte im Jahre 1392 ein Statut erlassen, worin es seinen mehr als hundertjährigen Brauch, nur Abkömmlinge Adliger zuzulassen, vom Papst bestätigen ließ. Bereits in früherer Zeit waren Erbmänner Mitglieder des Domkapitels, jedoch spielte sich im Laufe der Zeit die Besetzung der Stifts-Kapitel in Westfalen (und im Alten Reich) durch nichterbmännische Adlige und „Ritterbürtige“ ein, jeweils mit Billigung von Kaiser und Papst.
So hatten nicht ritterbürtige Bewerber über Jahrhunderte keine Aussicht, die Stelle eines Domherrn zu besetzen. Johann Schencking erhielt im Jahre 1557, als sämtliche noch existierenden Erbmännerfamilien längst in den Landadel übergetreten waren, vom Papst Paul IV. eine Provision auf eine münstersche Dompräbende. Das konventionell zusammengesetzte Domkapitel und die in ihm vertretenen Stände klagten 1597 beim Reichskammergericht in Speyer gegen diese Entscheidung. Es folgte ein Streitverfahren, welches sich über Jahrhunderte hinzog. Johann Kerckerinck und Mitglieder der Familie Schencking waren Wortführer in dieser Auseinandersetzung, die sich bis zum 10. Januar 1710 hinzog, als Kaiser Joseph I. als höchstrichterliche Instanz (zunächst) zu Gunsten der Erbmämmer entschied. Domkapitel und Ritterschaft erkannten die Entscheidung des Kaisers nicht an, weil sie ohne Beteiligung des Reichstages zustande kam und daher gegen die Reichsverfassung verstoße. Sie zögerten die Befolgung des Urteils bis zum 30. Oktober 1715 hinaus. An diesem Tag traf Kaiser Karl VI. die endgültige bindende Entscheidung in diesem langwierigen Prozess.